# Бревенецкое поселение
Бревенецкое поселение — археологический памятник (5-е тысячелетие до н. э. - XIII век). Находится в 1,8 км от юго-восточной окраины села Кези Репкинского района Черниговской области на небольшом острове, образованном рукавами безымянного ручья (левый приток реки Свишень, бассейна реки Белоус) в урочище Бревенец.
Открыто поселение было в 1984 году, исследовано в 1986 году. Площадь - 2 гектара. В нижней, западной части поселения обнаружена керамика эпохи неолита (IV-III тыс. до н. э.) и бронза XVII-XVI вв. до н. э. ( относится к среднеднепровской и тшинецкой культуре). На остальной территории встречаются отдельные фрагменты керамики поздней бронзы и раннего железного века.
Поселение содержит артефакты милаградско-подгорцевской и киевской культуры.
Самым массовым является древнерусский материал 10-11 вв. Исследовано 5 зданий и хозяйственные ямы 10-13 веков.
Находки хранятся в фондах Черниговского областного исторического музея.